# Whisky/La luna e il cow boy
Whisky/La luna e il cow boy è il 17º singolo discografico di Mina, pubblicato dalla casa discografica Italdisc il 6 ottobre 1959.

## Copertina
Ha due diverse copertine fotografiche: ufficiale fronte Archiviato il 12 marzo 2023 in Internet Archive. e retro, alternativa uguale per i due lati.

## Storia
Le due canzoni sono incluse nell'album ufficiale d'esordio Tintarella di luna del 1960 e nella raccolta su CD Ritratto: I singoli Vol. 1 del 2010.
Gli arrangiamenti sono del maestro Giulio Libano che accompagna la cantante dirigendo la sua orchestra.
Whisky è la cover di un brano interpretato dalla stessa compositrice Daisy Lumini, pubblicato su singolo nel 1959. La luna e il cow boy fa anche parte dell'EP Folle banderuola/La luna e il cow boy/Un piccolo raggio di luna/Vorrei sapere perché (1960).

## Tracce
Lato A
1. Whisky – 2:46 (testo: Aldo Alberini – musica: Daisy Lumini; edizioni musicali S. Cecilia)

Lato B
1. La luna e il cow boy – 2:36 (testo: Nicola Salerno – musica: Vittorio Buffoli; edizioni musicali Melodi)